# Oddział Partyzancki Brygady im. Stalina
Oddział Partyzancki Brygady im. Stalina – działający od 15 lutego do listopada 1944 roku polsko-radziecki rajdowy (dywersyjno-sabotażowy) oddział partyzancki, utworzony 15 lutego 1944 w Równem na Ukrainie rozkazem gen. Timofieja Strokacza.
Oddział podlegał pod Ukraiński Sztab Ruchu Partyzanckiego w Kijowie. Dowódcą oddziału został mianowany 'starszy lejtnant' Mikołaj Kunicki, szefem sztabu Kuprian Szubicz. Do tego dnia Kunicki był oddelegowany do pełnienia funkcji starosty powiatowego dla Dąbrowicy i Włodzimierza (obwód Równe). Decyzję o utworzeniu oddziału przekazał Kunickiemu nowo mianowany wojewoda równeński generał Wasilij Begma dnia 13 lutego 1944, 10 dni po zajęciu miasta Równe przez Armię Czerwoną i partyzantkę polsko-radziecką.
Oddział wymaszerował z Równego 18 lutego 1944, składał się początkowo z Polaków oraz Białorusinów z byłego województwa poleskiego. Według stanu na 18 lutego 1944 w oddziale było 76 osób, w tym: Białorusinów – 64, Rosjan – 4, Ukraińców – 4, Polaków – 4. Oddział liczył w różnych okresach od 200 do 250 żołnierzy podzielonych na 4 kompanie. We wrześniu 1944 w oddziale było 280 osób, w tym: Białorusinów – 70, Rosjan – 39, Ukraińców – 78, Polaków – 62, Żydów – 12, innych – 12. Struktura oddziału początkowo składała się z 3 kompanii, zwiadu, służby sanitarnej, sztabu, zaopatrzenia oraz instruktora ds. dywersyjno-minerskich. Na uzbrojenie oddziału składało się moździerze, karabiny maszynowe, rusznice przeciwpancerne, pistolety automatyczne, karabiny kbk, pistolety, 0,5 tony trotylu oraz radiostacja nadawczo-odbiorcza. Na tabor składało się również 8 wozów parokonnych i 17 koni kawaleryjskich.
Zadaniem oddziału było niszczenie na tyłach wojsk wroga mostów na drogach, szosach i liniach kolejowych. Niszczenie środków transportu wroga, wież ciśnień, zbiorników z benzyną, szybów naftowych. Prowadzenie walki z nieprzyjacielem podążającym na front i na odpoczynek, likwidowanie garnizonów stacjonujących w miastach i po wsiach, niedopuszczanie do zbierania kontyngentów przez wroga, nie dopuszczanie do wywozu ludności cywilnej do III Rzeszy. Obrona ludności przez oddziałami niemieckimi oraz kolaborującymi. Zaciąg młodzieży w szeregi partyzanckie. Likwidacja ludności pracującej na korzyść nieprzyjaciela, w tym egzekucje publiczne. Utrzymywanie ciągłej łączności z Głównym Sztabem w Kijowie, drogą radiową i szyfrem.
Do pierwszych potyczek oddziału po przekroczeniu linii frontu doszło 20 lutego na odcinku Równe–Klewań–Łuck w polskiej wsi Zaborol, gdzie zorganizowano samoobronę przeciwko oddziałom UPA i bulbowców. Do wiosny 1944 oddział brał udział w walkach z wojskami niemieckimi i partyzantką UPA na Wołyniu w trójkącie Kamień Koszyrski–Sarny–Dubnick. 11 i 12 czerwca 1944 oddział Kunickiego wziął udział w bitwie na Porytowym Wzgórzu opodal wsi Momoty Jakubowe współdziałając z oddziałem NOW-AK „Ojca Jana” dowodzonym przez Franciszka Przysiężniaka.
W lipcu 1944 Kunicki połączył swój oddział pod Otrytem w Bieszczadach z oddziałem polskiej samoobrony Józefa Pawłusiewicza. Współdziałał w tym czasie również z oddziałem partyzantów radzieckich pod dowództwem Leonida Berensteina. Pod Krywem (góra Stoła) na Połoninie Wetlińskiej jego partyzanci odbierali lotnicze zrzuty zaopatrzenia.
Oddział Kunickiego toczył liczne walki z mniejszymi oddziałami niemieckimi, policją ukraińską a następnie z UPA. W tym czasie partyzanci Kunickiego prowadzili walki w okolicach Rajskiego, Baligrodu, Cisnej, Jabłonek, Wetliny, Ropienki, Leszczowatego, Jureczkowej, Wojtkowej, Rabego, Czarnej, Ługu, Wołkowyi, Buku i Jaworza, Bereźnicy Wyżnej i Berezki, Solinki i Balnicy, w masywie Łopiennika i Chryszczatej. Jego konni zwiadowcy rozlepiali od 14 lipca 1944 po bieszczadzkich wsiach ostrzeżenia skierowane do upowców przed podejmowaniem prób pogromów na ludności polskiej. W Polanie partyzanci Kunickiego spalili m.in. kopalnię ropy i rozbili batalion policji ukraińskiej.
W sierpniu 1944 w rejonie Chryszczatej Kunicki i jego oddział walczył przed szturmującymi plutonami 168 i 254 dywizji niemieckiej, gdzie Niemcy doznali poważnych strat. Pod koniec września 1944 Kunicki oraz jego oddział wyprowadziły przez Chryszczatą, pokonując 2 linie niemieckich umocnień, uciekinierów (w tym całe rodziny, starców, dzieci i kobiety) z polskich wiosek w Bieszczadach, którzy uciekali przed bojówkami nacjonalistów z UPA.
20 września 1944 oddział przeszedł po udzieleniu zgody przez dowództwo w Kijowie na stronę frontu zajętą przez Armię Czerwoną. Następnie przez Baligród i Wołkowyję do Daszówki w kierunku Drohobycza, gdzie został użyty do likwidacji oddziałów UPA. W Wołkowyi nastąpiło rozformowanie 4 karpackiej kompanii Józefa Pawłusiewicza.